# Corredores
Corredores est un canton (deuxième échelon administratif) costaricien de la province de Puntarenas au Costa Rica.